# Grand Prix de Pau 1957
Grand Prix de Pau 1957 je tretja neprvenstvena dirka Formule 1 v sezoni 1957. Odvijala se je 22. aprila 1957 na uličnem dirkališču v francoskem mestu Pau.

## Dirka
| Poz | Št | Dirkač                          | Moštvo                    | Dirkalnik             | Krogi | Čas/Odstop | Št. m. |
| --- | -- | ------------------------------- | ------------------------- | --------------------- | ----- | ---------- | ------ |
| 1   | 2  | Jean Behra                      | Officine Alfieri Maserati | Maserati 250F         | 110   | 3:00:18,7  | 1      |
| 2   | 20 | Harry Schell                    | Scuderia Centro Sud       | Maserati 250F         | 108   | +2 kroga   | 2      |
| 3   | 18 | Ivor Bueb                       | Connaught Engineering     | Connaught Type B-Alta | 107   | +3 krogi   | 5      |
| 4   | 22 | Masten Gregory                  | Scuderia Centro Sud       | Maserati 250F         | 106   | +4 krogi   | 3      |
| 5   | 16 | Les Leston                      | Connaught Engineering     | Connaught Type B-Alta | 106   | +4 krogi   | 6      |
| 6   | 8  | Hernando da Silva Ramos         | Equipe Gordini            | Gordini Type 32       | 104   | +6 krogov  | 9      |
| 7   | 12 | André Guelfi                    | Equipe Gordini            | Gordini Type 16       | 103   | +7 krogov  | 10     |
| 8   | 26 | Horace Gould                    | Gould's Garage            | Maserati 250F         | 96    | +14 krogov | 12     |
| Ods | 6  | Luigi Piotti Paco Godia         | Privatnik                 | Maserati 250F         | 74    | Bat        | 14     |
| Ods | 10 | André Simon                     | Equipe Gordini            | Gordini Type 16       | 36    | Magnetnik  | 11     |
| Ods | 28 | Maurice Trintignant Marc Rozier | Privatnik                 | Ferrari 500           | 30    | Motor      | 4      |
| Ods | 14 | Rene Bourely                    | Privatnik                 | Maserati 250F         | 10    | Bolezen    | 13     |
| Ods | 24 | Bruce Halford                   | Privatnik                 | Maserati 250F         | 10    | Menjalnik  | 8      |
| Ods | 4  | Paco Godia                      | Privatnik                 | Maserati 250F         | 4     | Trčenje    | 7      |
| DNS | 32 | Georges Burgraff                | Equipe Gordini            | Gordini Type 16       |       |            |        |
| DNQ | 30 | Lucien Barthe                   | Privatnik                 | Maserati 250F         |       |            |        |